# Elven Webb
Elven Webb (29 de outubro de 1910 — Londres, setembro de 1979) é um diretor de arte britânico. Venceu o Oscar de melhor direção de arte na edição de 1964 por Cleopatra, ao lado de John DeCuir, Jack Martin Smith, Hilyard M. Brown, Herman A. Blumenthal, Maurice Pelling, Boris Juraga, Walter M. Scott, Paul S. Fox e Ray Moyer.